# Гозлен (епископ Парижа)
Гозлен (Гаузлин, Жосселен; фр. Goslin, Gauzlin, Gozlin; 834—16 апреля 886, Париж) — епископ Парижа с 884 года, канцлер Карла II Лысого.

## Биография
Гозлен, сын графа Мэна Роргона I и Билишильды, стал монахом в 848 году, удалившись в аббатство Святого Ремигия в Реймсе. Позже он последовательно был аббатом аббатств Сен-Мор-де-Гланфёй, Жюмьеж, Сен-Аманд, Сен-Жермен-де-Пре и Сен-Дени. Как и многие прелаты того времени, он активно участвовал в борьбе против норманнов. В 858 году он вместе со сводным братом Людовиком попал в плен к норманнам, которые выпустили их только после уплаты большого выкупа. В 855—867 годах с перерывами и в 867—881 годах он был канцлером Карла II Лысого и его преемников, а также в 867—877 годах и главой придворной капеллы.
В 876 году Гозлен сопровождал императора Карла II в походе в Лотарингию, но попал в плен после неудачной для западных франков битвы при Андернахе. В плену он близко сошёлся с королём Людовиком III Младшим, сыном Людовика II Немецкого, став активным сторонником сближения Западного и Восточного Франкских королевств.
В 877 году, после смерти Карла Лысого, Гозлен возглавил партию противников сына и законного наследника Карла, Людовика II Заики, противопоставляя ему короля Людовика III Младшего.
В 883 или 884 году Гозлен был избран епископом Парижа. Зная об угрозе со стороны норманнов, приложил все усилия для укрепления города, в то же время уповая на помощь реликвий св. Германа и св. Женевьевы. 26 ноября 885 года на Париж напали норманны. Вместе с графом Парижа Эдом и Эблем, аббатом Сен-Дени и Сен-Жермен-де-Пре, Гозлен руководил обороной города. Два дня шел бой за мост Менял, и Гозлен вынудил норманнов отступиться, приказав за одну ночь починить башню, защищавшую мост. Осада Парижа продолжалась более года, пока император Карл III Толстый был в Италии. Во время мирных переговоров Гозлен умер 16 апреля 886 года, возможно, от чумы, которая бушевала в городе.